# 伊戈尔·伊万诺夫 (乌克兰律师)
伊戈尔·弗拉基米罗维奇·伊万诺夫（羅馬化：Ihor Volodymyrovych Ivanov；1986年7月31日—2014年5月3日）是乌克兰律師、社会运动者，在2014年5月2日的敖德萨冲突中被俄国武装分子开枪射伤，次日, 他因失血过多牺牲，殁年27岁。他是敖德萨冲突中的第一位遇难者，其死亡成为暴力事件迅速升级的导火索之一。

## 生平

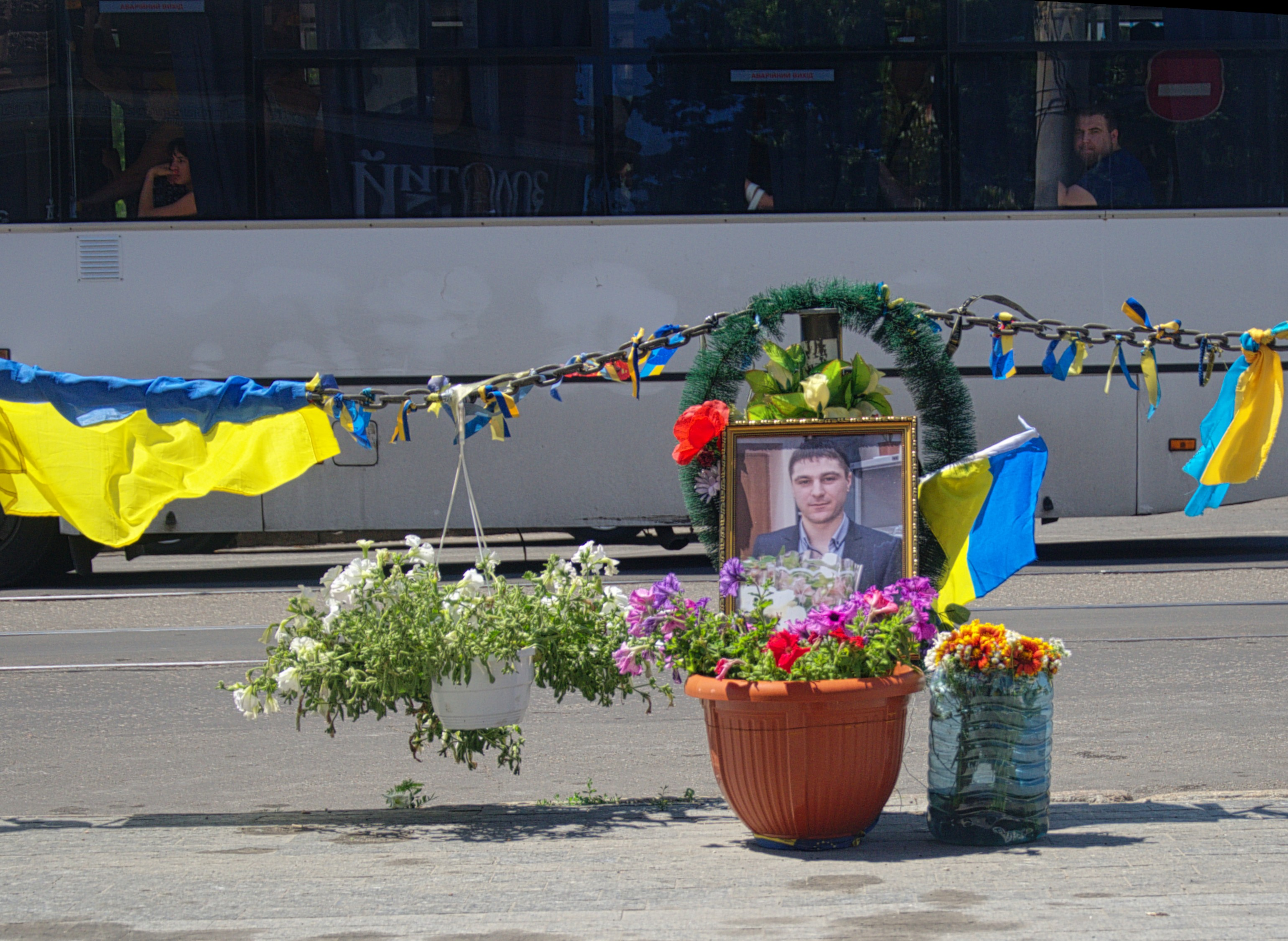
伊戈尔·伊万诺夫受致命伤的地方的纪念碑。 敖德萨，Preobrazhenska街和Derybasivska街的路口,2015年6月。

伊戈尔·弗拉基米罗维奇·伊万诺夫于1986年7月31日出生在敖德萨地区的比尔霍罗德-德涅斯特罗夫斯基。伊万诺夫在市立第五学校学习，後曾服役于乌克兰第25空降旅。
在2013年至2014年的尊严革命期间，他加入了敖德萨市的右翼部门。他被任命为十人长（单位指挥官）。2月20日，他积极参与了基辅最激烈的对抗。
2014年5月2日，在俄国武装分子“敖德萨武装部队”（Одесская дружина）对团结游行的袭击中，他被一名叫维塔利·布德科（Виталий Будько）的蒙面歹徒开枪击伤，这名歹徒随后和他的头目，德米特里·富切吉（Дмитрием Фучеджи，人称“迪马叔叔”）一起乘坐一辆救护车逃离犯罪现场。
第二天，伊万诺夫因失血过多在医院离世，年仅27岁。他被埋葬在沙博村的墓地。

## 荣誉
2015年8月29日，基辅宗主教圣统乌克兰正教会追授他“对乌克兰的牺牲和爱”奖章。奖章由敖德萨教区主教马克向他的父母颁发。
2015年11月13日，他获追授“乌克兰民族英雄”勋章。
2016年8月22日，根据乌克兰总统的法令，他获追授三級勇氣勳章。

## 纪念
敖德萨的伊戈尔·伊万诺夫大街以他命名。
2016年，在他曾就读的比尔霍罗德-德涅斯特罗夫斯基市立第五学校安放了纪念牌匾。